# Zimbabue en los Juegos Olímpicos de Sídney 2000
Zimbabue estuvo representado en los Juegos Olímpicos de Sídney 2000 por un total de 16 deportistas, 11 hombres y 5 mujeres, que compitieron en 5 deportes.
El portador de la bandera en la ceremonia de apertura fue el atleta Phillip Mukomana. El equipo olímpico zimbabuense no obtuvo ninguna medalla en estos Juegos.